# Charles Gustave Albert Boell
Pour les articles homonymes, voir Boell.
Charles Gustave Albert Boell est un homme politique français né le 17 décembre 1820 à Oberotterbach (Allemagne) et décédé le 4 décembre 1872 à Wissembourg (Bas-Rhin).
Avoué à Wissembourg, il est élu représentant du Bas-Rhin le 8 février 1871. Il démissionne le 1er mars 1871 pour protester contre l'annexion de l'Alsace-Moselle.

## Sources
- « Charles Gustave Albert Boell », dans Adolphe Robert et Gaston Cougny, Dictionnaire des parlementaires français, Edgar Bourloton, 1889-1891 [détail de l’édition]